# Северо-Американская котловина
Се́веро-Америка́нская котлови́на — подводная котловина в северо-западной части Атлантического океана, расположенная между подводным Северо-Атлантическим хребтом, материковым склоном Северной Америки и подводным возвышением дуги Вест-Индских островов.
Преобладающие глубины здесь составляют свыше 5000 м. В центральной части котловины расположено Бермудское подводное плато, на котором лежат Бермудские острова. Дно котловины покрыто в основном глубоководной красной глиной и илами терригенного происхождения. На юго-западе котловины располагается глубоководный жёлоб Пуэрто-Рико — наибольшая глубина Атлантического океана (8380 м).